# Josep Maria Bosch i López
Josep Maria Bosch i López (Campanar (València), 1882 - Barcelona, 4 de novembre de 1957) fou un empresari distribuidor i productor cinematogràfic català d'origen valencià.
Establert a Barcelona, el 1906 va fundar el Cine Diorama i el laboratori Cinematografia Josep Maria Bosch a la plaça del Bonsuccés, 3. El mateix any va fundar la productora Films Barcelona amb Fructuós Gelabert, Narcís Bordàs, Josep Aussió i Domènec Batlló, que va produir Maria Rosa (1908) de Joan Maria Codina i Torner. El 1911 deixà la productora es dedicà a la venda de pel·lícules per lloguer, en el lloguer de locals i en representar altres distribuïdores com Rex, Sapho, Monopol, Sascha Films, Glombeck i Films Cuesta. Des de 1916, però, va potenciar el laboratori Cinematografia Josep Maria Bosch, ara situat al carrer Riereta, on des dedicava al muntatge, revelatge, viratge i tintatge amb Ramón de Baños.
En gener de 1917 fou tresorer de la Mútua de Defensa Cinematogràfica de Barcelona i va obtenir la representació a Espanya de distribuïdores com Lubin, Méliès, Cosmograph i Etna Films. El 1924 va presentar al Cinema Novedades la primera pel·lícula en relleu, Faust, interpretada per actors de al Comèdia Francesa. El 1925 fou president de l'Associació d'Empresaris d'Espectacles Públics de Catalunya i el 1930 va inaugurar el cinema Majèstic, orientat a les famílies i que aposta pel cinema sonor.
Durant la Segona República Espanyola va presidir la comissió organitzadora del primer Dia del Cinema el 18 de juny de 1932, el 1933 fou elegit president de la Germandat del Cinema i el 1935 fou nomenat president de la Cambra Espanyola de Cinematografia. La guerra civil espanyola va deixar molt malparat el seu negoci, ja que el 1938 el cinema Majèstic fou destruït en un bombardeig i només li va quedar el Cine Diorama. Va continuar el negoci fins poc abans de la seva mort, en què el cedí al seu germà Albert.